# Allenatori del Cagliari Calcio
Qui di seguito sono riportati gli allenatori del Cagliari Calcio, società calcistica italiana con sede a Cagliari.

## Allenatori celebri

Manlio Scopigno, il tecnico dello scudetto del 1970

Sono più di 50 gli allenatori alternatisi sulla panchina del Cagliari dalla fondazione ad oggi. Dopo il fondatore Gaetano Fichera, che guida la squadra nei suoi primi anni di vita, i primi allenatori che incominciano ad ottenere risultati sono gli ungheresi Róbert Winkler e Ernest Erbstein. Sulla panchina del Cagliari si ricordano le esperienze poco positive di grandi nomi del calcio quali Silvio Piola, Luis Suárez (calciatore 1935) e Giovanni Trapattoni.
Da ricordare Arturo Silvestri detto Sandokan che prende il Cagliari dalla stagione 1961-1962 in serie C portandoli prima in serie B e poi in una storica promozione in Serie A nella stagione 1963-1964, e ottenendo il 6º posto a pari punti con il Bologna nella stagione 1964-1965.
Nel 1966 l'allora presidente Corrias ingaggia l'allenatore "filosofo" Manlio Scopigno, per poi riprenderlo nel 1968 dopo un'esperienza con esonero dal Bologna. Nel 1970 Scopigno conquista il primo e finora unico Scudetto della squadra sarda, divenendo automaticamente l'allenatore più vincente della storia rossoblu. Ottiene inoltre un secondo posto in campionato nel 1969 e un quarto posto nel 1972 e ha raggiunto il 2º posto nelle finali con "torneo all'italiana" della Coppa Italia 1968-1969. Nel 2005 lo stadio di Rieti viene dedicato all'allenatore, così come la tribuna stampa dello Stadio Sant'Elia.
Mario Tiddia ex calciatore rossoblù allena in diversi periodi la compagine rossoblu. La prima volta è per il campionato 1975-76, per altre tre stagioni dal 1978 al 1981, nel campionato 1983-84 e infine in quello 1987-88. I suoi risultati migliori alla guida del Cagliari sono la promozione in serie A nel campionato di B 1978-79 e il sesto posto nella massima serie 1980-81.
Resta memorabile anche l'opera di Claudio Ranieri che guida il Cagliari per tre stagioni (dal 1988 al 1991), riuscendo a raggiungere con i sardi la doppia promozione dalla Serie C1 alla Serie A, vincendo la Coppa Italia Serie C nella stagione 1988-1989 e infine ad ottenere la salvezza nel massimo campionato nella stagione 1990-1991.
Carlo Mazzone ha fortune alterne alla guida della compagine rossoblu, con una qualificazione alla Coppa UEFA nel 1993 e una retrocessione nel 1997 dopo lo spareggio col Piacenza al San Paolo. Bruno Giorgi, che sostituisce Mazzone l'anno dopo la qualificazione, porta la squadra fino alla semifinale di Coppa UEFA 1993-94, eliminando nei quarti di finale la Juventus e arrendendosi solo nella semifinale di ritorno contro l'Inter.
Nel 2007-08 Davide Ballardini si rende protagonista di un'incredibile rimonta, prendendo la squadra all'ultimo posto e classificandola 14ª nello spazio di un girone, ottenendo la salvezza con una giornata di anticipo.
Resta da ricordare anche la prima stagione di Massimiliano Allegri alla guida del Cagliari, che riuscì a piazzare la squadra al 9º posto in classifica dopo aver perso le prime cinque gare di campionato. L'annata, che è da ricordare anche per le vittorie in casa della Juventus e della Lazio nonché per la vittoria interna sull'Inter di José Mourinho, già Campione d'Italia, gli fruttò la conquista della panchina d'oro.

### Ex giocatori in seguito allenatori
Di coloro che hanno guidato il Cagliari nelle vesti di allenatore, diversi ne sono stati anche giocatori: il primo in ordine cronologico è stato l'ungherese Roberto Winkler che ha rivestito anche la doppia veste di allenatore-giocatore, seguito dai cagliaritani Mariolino Congiu, anche in coppia con altri ex giocatori rossoblù: Enrico Corrias prima e Cenzo Soro poi.
Dal 1954, ultimo anno di Soro sulla panchina del Cagliari, si dovette aspettare il 1976 con Mario Tiddia per vedere un ex giocatore rossoblù sulla panchina dei sardi. Ancora più lungo il salto temporale dopo l'ultima panchina di Tiddia nel 1984. Fu infatti nel 2008 che il presidente Massimo Cellino affidò la squadra a Massimiliano Allegri già nella rosa rossoblù negli anni dell'ultima partecipazione europea nel 1993-1994. All'esonero di Allegri nel 2010, il Cagliari venne traghettato da Giorgio Melis, e in seguito affidata, seppur per breve tempo, a Pierpaolo Bisoli che negli anni '90 fu capitano dei sardi.
Dal 2012 al 2014 si avvicendarono in panchina Ivo Pulga e Diego Luis López. Il primo già nel Cagliari di Claudio Ranieri che in 2 anni salì dalla C1 alla Serie A, mentre il secondo aveva da poco lasciato il calcio giocato e la fascia di capitano dei rossoblù. Gli ultimi due ex a sedersi sulla panchina di casa del Sant'Elia, sono stati Gianfranco Zola prima e Gianluca Festa poi, entrambi protagonisti della promozione 2003-2004 (Festa era già stato al Cagliari ai tempi di Claudio Ranieri e fino alla qualificazione UEFA del 1993) e sfortunati attori insieme al boemo Zdeněk Zeman della stagione 2014-2015 culminata con la retrocessione in Serie B, nel 2017 ritorna ad allenare il cagliari Diego Luis López che ottiene una sofferta salvezza. Per le ultime 3 partite della stagione 2021-2022, culminata con la retrocessione in Serie B, viene nominato ad interim dalla primavera Alessandro Agostini, giocatore nei secondi anni 2000; mentre per la 19ª giornata della stagione 2022-2023, culminata con la promozione in Serie A, a causa dell'esonero di Fabio Liverani (giocatore della primavera rossoblù negli anni '90) la panchina viene affidata a Roberto Muzzi attaccante dei secondi anni '90, il quale non si siederà a causa di un problema di salute e sarà sostituito dal collaboratore Fabio Pisacane, difensore o centrocampista dei secondi anni 2010, in seguito gli verrà affidata la squadra primavera.

## Elenco cronologico
Di seguito l'elenco di allenatori del Cagliari dall'anno di fondazione a oggi.
- 1920  Gaetano Fichera
- 1921-23  Giorgio Mereu
- 1923-26  Angelo Colombo
- 1926-27  Natale Archibusacci
- 1927-30  Roberto Winkler
- 1930-32  Ernest Erbstein
- 1932-34  András Kuttik
- 1934  Scotti - Boero
- 1934  Enrico Crotti
- 1934-35 -  Enrico Crotti
- 1935   Ferenc Molnár
- 1935-36  Roberto Orani
- 1936-38  Renato Bonello
- 1938-39  Roberto Winkler
- 1939-41  Mariolino Congiu
- 1941-42  Enrico Corrias e M. Congiu
- 1942-46  Mariolino Congiu
- 1946-1948  Raffaele D'Aquino
- 1946  Roberto Winkler
- 1948-49  Roberto Winkler
- 1949  Armando Latella
- 1949-50  Armando Latella
- 1950  Mariolino Congiu
- 1950-51  Enrico Carpitelli
- 1951  Mariolino Congiu
- 1951-54  Federico Allasio e Vincenzo Soro
- 1954  Vincenzo Soro
- 1954-55  Carlo Alberto Quario
- 1955  Silvio Piola
- 1955-56  Silvio Piola
- 1956-57  Carlo Rigotti
- 1957  Silvio Piola
- 1957-58  Silvio Piola
- 1958  Mariolino Congiu
- 1958  Piero Andreoli
- 1958-60  Stefano Perati
- 1960-61 Carlo Rigotti
- 1961-66  Arturo Silvestri
- 1966-67  Manlio Scopigno
- 1967-68  Ettore Puricelli
- 1968-72  Manlio Scopigno
- 1972-73  Edmondo Fabbri
- 1973-75  Giuseppe Chiappella
- 1975  Luigi Radice
- 1975-76  Luis Suárez (calciatore 1935)
- 1976  Mario Tiddia
- 1976-78  Lauro Toneatto
- 1978  Mario Tiddia
- 1978-81  Mario Tiddia
- 1981-82  Paolo Carosi
- 1982-83  Gustavo Giagnoni
- 1983-84  Mario Tiddia
- 1984-85  Fernando Veneranda
- 1985  Renzo Ulivieri
- 1985-86  Renzo Ulivieri
- 1986  Gustavo Giagnoni
- 1986-87  Gustavo Giagnoni
- 1987-88  Enzo Robotti
- 1988  Mario Tiddia
- 1988-91  Claudio Ranieri
- 1991-92  Massimo Giacomini
- 1992-93  Carlo Mazzone
- 1993  Luigi Radice
- 1993-94  Bruno Giorgi
- 1994-95  Óscar Tabárez
- 1995-96  Giovanni Trapattoni
- 1996  Bruno Giorgi
- 1996-97  Gregorio Pérez
- 1997  Carlo Mazzone
- 1997-99  Gian Piero Ventura
- 1999  Óscar Tabárez
- 1999-00  Renzo Ulivieri
- 2000-01  Gianfranco Bellotto
- 2001  Giuseppe Materazzi
- 2001-02  Antonio Sala
- 2002  Giulio Nuciari
- 2002  Nedo Sonetti
- 2002-04  Gian Piero Ventura
- 2004  Edoardo Reja
- 2004-05  Daniele Arrigoni
- 2005  Attilio Tesser
- 2005  Daniele Arrigoni
- 2005  Davide Ballardini
- 2005-06   Nedo Sonetti
- 2006  Marco Giampaolo
- 2006-07  Franco Colomba
- 2007  Marco Giampaolo
- 2007  Nedo Sonetti
- 2007-08  Davide Ballardini
- 2008-10  Massimiliano Allegri
- 2010  Giorgio Melis
- 2010  Pierpaolo Bisoli
- 2010-11  Roberto Donadoni
- 2011  Massimo Ficcadenti
- 2011-12  Davide Ballardini
- 2012  Massimo Ficcadenti
- 2012-13  Ivo Pulga
- 2013-14  Diego Luis López
- 2014  Ivo Pulga
- 2014  Zdeněk Zeman
- 2014-15  Gianfranco Zola
- 2015  Zdeněk Zeman
- 2015  Gianluca Festa
- 2015-17 Massimo Rastelli
- 2017-18  Diego Luis López
- 2018-20  Rolando Maran
- 2020  Walter Zenga
- 2020-21  Eusebio Di Francesco
- 2021  Leonardo Semplici
- 2021-22  Walter Mazzarri
- 2022  Alessandro Agostini
- 2022  Fabio Liverani
- 2023-24  Claudio Ranieri
- 2024-25  Davide Nicola
- 2025  Fabio Pisacane

## Record panchine
| In campionato - 194 Mario Tiddia (1976, 1978-1981, 1983-1984, 1987-1988) - 178 Arturo Silvestri (1961-1966) - 168 Claudio Ranieri (1988-1991, 2023-2024) - 154 Manlio Scopigno (1966-1967, 1968-1972) - 132 Róbert Winkler (1927-1930, 1938-1940, 1948-1949) - 126 Gian Piero Ventura (1997-1999, 2002-2004) - 104 Federico Allasio (1951-1954) - 90 Carlo Mazzone (1991-1993, 1996-1997) - 88 Massimo Rastelli (2015-2017) - 85 Silvio Piola (1954-1956, 1957) 85 Renzo Ulivieri (1985-1986, 1999-2000) | Coppa Italia - 30 Manlio Scopigno (1966-1967, 1968-1972) - 19 Mario Tiddia (1978-1981, 1983-1984) - 18 Gustavo Giagnoni (1982-1983, 1986-1987) - 15 Renzo Ulivieri (1984-1986, 1999-2000) - 10 Edmondo Fabbri (1972-1973) 10 Arturo Silvestri (1962-1966) - 8 Daniele Arrigoni (2004-2005) 8 Giuseppe Chiappella (1973-1975) 8 Lauro Toneatto (1976-1978) 8 Gian Piero Ventura (1997-1999, 2003-2004) | Competizioni UEFA - 10 Bruno Giorgi (1993-1994) - 4 Manlio Scopigno (1970-1971) - 2 Edmondo Fabbri (1972-1973) |

| Serie A - 154 Manlio Scopigno (1966-1967, 1968-1972) - 90 Carlo Mazzone (1991-1993, 1996-1997) - 82 Mario Tiddia (1975-1976, 1979-1981) - 72 Claudio Ranieri (1990-1991, 2023-2024) - 71 Massimiliano Allegri (2008-2010) - 68 Arturo Silvestri (1964-1966) - 63 Rolando Maran (2018-2020) - 62 Diego Luis López (2013-2014, 2017-2018) - 47 Davide Ballardini (2005, 2008, 2011-2012) - 46 Bruno Giorgi (1993-1994, 1996) 46 Massimo Rastelli (2016-2017) | Serie B - 93 Mario Tiddia (1974-1976, 1980-1981, 1987-1988) - 92 Gian Piero Ventura (1997-1999, 2003) - 85 Silvio Piola (1954-1956, 1957) - 76 Arturo Silvestri (1962-1964) - 66 Stefano Perati (1958-1960) - 62 Claudio Ranieri (1989-1990, 2023) - 56 Federico Allasio (1953-1955) - 55 Lauro Toneatto (1976-1978) 55 Renzo Ulivieri (1984-1986) - 54 Gustavo Giagnoni (1986-1987) | Serie C/C1 - 76 Róbert Winkler (1938-1940, 1948-1949) - 38 Enrico Carpitelli (1950-1951) - 55 Armando Latella (1949-1950) - 34 Federico Allasio (1951-1952) - 34 Claudio Ranieri (1988-1989) - 34 Carlo Rigotti (1960-1961) - 34 Arturo Silvestri (1961-1962) - 25 Mario Tiddia (1987-1988) - 24 Renato Bonello (1937-1938) - 9 Enzo Robotti (1987) |

## Riconoscimenti
Sono qui riportati i nominativi degli allenatori militanti nel Cagliari destinatari di riconoscimenti conferiti dagli organismi calcistici nazionali e internazionali.

### A livello nazionale
| Seminatore d'oro * 1. Arturo Silvestri: 1965 2. Manlio Scopigno: 1967 | Panchina d'oro ** 1. Massimiliano Allegri: 2009 |

(*) Trofeo assegnato dalla Federazione Italiana Giuoco Calcio (FIGC) dal 1955 al 1990 al miglior allenatore del calcio italiano.
(**)Trofeo assegnato dall'Associazione Italiana Allenatori Calcio (AIAC) dalla stagione 1990-91 al miglior allenatore del campionato italiano di Serie A.